# Dénezé-sous-Doué
Dénezé-sous-Doué é uma comuna francesa na região administrativa da Pays de la Loire, no departamento de Maine-et-Loire. Estende-se por uma área de 23,77 km². Em 2010 a comuna tinha 482 habitantes (densidade: 20,3 hab./km²).